# Ваккарелла, Нино
Ни́но Ваккаре́лла (итал. Nino Vaccarella; 4 марта 1933, Палермо — 23 сентября 2021, Палермо) — итальянский автогонщик, трёхкратный победитель Targa Florio, победитель 24 часов Ле-Мана (1964), 1000 километров Нюрбургринга, 12 часов Себринга, пилот Формулы-1.

## Биография

### Ранние годы
Нино Ваккарелла родился 4 марта 1933 в Палермо. Он получил юридическое образование. Неподалёку от его места жительства располагалась трасса для проведения ралли Targa Florio, и это вызвало в Нино интерес к автоспорту. В 1956 он стал выступать в гонках по подъёму в гору на Fiat 1100. Ваккарелла занял 5 место в своём классе. В 1958 он дебютировал в Targa Florio за рулём Lancia Aurelia 2500, а в 1959 занял в Targa Florio 10 место за рулём Maserati Birdcage.

### Выступления за Scuderia Serenissima (1961—1962)
В 1961 Нино Ваккарелла стал выступать за частную автогоночную команду Scuderia Serenissima. Он занял четвёртое место в Targa Florio, дебютировал в Ле-Мане и в Формуле-1, приняв участие в Гран-при Италии 1961 года. Также Ваккарелла занял третье место в неофициальном Гран-при в Валлелунге. 
 Выступления в Формуле-1 продолжились в 1962. Ваккарелла выступал в ней за рулём Lotus и Porsche, но не набрал очков ни в одном из трёх Гран-при, в которых участвовал. Вместе с тем Нино занял 6 место во внезачётном Гран-при По. В Targa Florio 1962 Нино Ваккарелла занял 3 место на Porsche 718 GTR Coupe.

### Scuderia Ferrari (1963—1967)
В 1963 Нино Ваккарелла подписал контракт с командой Scuderia Ferrari. Глава команды Энцо Феррари хотел, чтобы Нино был пилотом Формулы-1, но Ваккарелла не хотел покидать родную Сицилию и переселяться в Модену. В итоге он продолжил выступать в гонках спортивных автомобилей. Нино Ваккарелла занял второе место в гонке 12 часов Себринга 1963. 

В 1964 году Ваккарелла одержал ряд крупных побед в гонках спорткаров: за рулём Ferrari 275 P Нино выиграл 24 часа Ле-Мана вместе с Жаном Гише и 1000 километров Нюрбургринга вместе с Лудовико Скарфиотти. В Себринге он снова стал вторым. 

В 1965 Нино Ваккарелла одержал победу в Targa Florio, выступая на Ferrari 275 P2. Его партнёром был Лоренцо Бандини. В Ле-Мане 1965 Нино занял 7 место, выступая на Ferrari 365 за North American Racing Team, североамериканский филиал Scuderia Ferrari. Гран-при Италии 1965 года стал последней гонкой Ваккареллы в Формуле-1. Пилот не добрался до финиша из-за проблем с двигателем. За всю свою карьеру Нино Ваккарелла провёл лишь 5 гонок в Формуле-1, не набрав очков. 

В 1967 Ваккарелла стал выступать за другие автоспортивные команды. Вместе с Умберто Мальоли он занял 5 место в Себринге на частном Ford GT40, а в гонке 1000 километров Монцы стал четвёртым на Ferrari 412 швейцарской команды Scuderia Filipinetti. Его партнёром был Герберт Мюллер. Ваккарелла представлял заводскую Ferrari в Ле-Мане 1967, но сошёл с дистанции.

### Alfa Romeo (1968—1969)
В 1968 Ваккарелла стал выступать за заводскую команду Alfa Romeo компании Autodelta. Выступая на Alfa Romeo Tipo 33, он выиграл Гран-при Муджелло с Люсьеном Бьянки и Нанни Галли. В 1969 Нино Ваккарелла занял 15 место в гонке 1000 километров Нюрбургринга. В Ле-Мане 1969 он выступал за Matra и финишировал пятым.

### Возвращение в Ferrari (1970)
Ваккарелла вернулся в Scuderia Ferrari в 1970 году. Этот год был для него очень успешным: он одержал победу в Себринге, выступая вместе с Иньяцио Джунти и Марио Андретти на Ferrari 512 S. На этой же машине вместе с Джунти Ваккарелла финишировал третьим в Targa Florio и четвёртым в 1000 километров Спа. Также Нино занял 3 место в 1000 километров Нюрбургринга 1970 за рулём Ferrari 512 S Spyder. Его напарником был Джон Сёртис.

### Новые выступления за Alfa Romeo (1971—1972)
В 1971 Нино Ваккарелла вновь стал пилотом Alfa Romeo. Он снова добился успеха в гонке 12 часов Себринга, разделив третье место с Андреа де Адамиком и Анри Пескароло. Ваккарелла одержал свою вторую победу в Targa Florio в 1971 после длительной и напряжённой борьбы за лидерство с Виком Элфордом. В 1972 он стал пятым в гонке 6 часов Дайтоны (с Нанни Галли) и третьим в Себринге (с Тойне Хеземансом). Кроме того, Нино финишировал на 4 месте в Ле-Мане 1972.

### Победа в Targa Florio 1975
В 1973 Ваккарелла принял участие в Targa Florio в составе Scuderia Ferrari. Он не добрался до финиша. Напарником Нино был Артуро Мерцарио. В 1975 с тем же партнёром Ваккарелла выиграл Targa Florio в третий раз за свою карьеру за рулём Alfa Romeo Tipo 33.

## Результаты выступлений в автоспорте

### Формула-1
| Легенда к таблице |                                                                    |
| --- | ------------------------------------------------------------------ |
| В таблице перечислены результаты всех Гран-при Формулы-1, в которых принимал участие гонщик. Строками таблицы являются сезоны, столбцами — этапы чемпионата мира. В каждой клетке указаны сокращённое название этапа и результат, дополнительно обозначенный цветом. Расшифровка обозначений и цветов представлена в нижеследующей таблице. |                                                                    |
| \| Пример \| Описание \| \| ------------ \| ------------------------------------------------------------------ \| \| 1 \| Победитель \| \| 2 \| Второе место \| \| 3 \| Третье место \| \| 5 \| Финишировал, заработав очки \| \| Сход \| Не финишировал, но при этом заработал очки \| \| 12 \| Финишировал, не получив очков \| \| НКЛ \| Финишировал, но не попал в финальную классификацию \| \| 15 \| Участвовал вне зачёта, либо по отдельной классификации \| \| 18 \| Не финишировал, но попал в финальную классификацию \| \| Сход \| Не финишировал \| \| НКВ \| Не прошёл квалификацию \| \| НПКВ \| Не прошёл предквалификацию \| \| ДСК \| Дисквалифицирован \| \| ИСК \| Исключён из протокола соревнований \| \| ТТ \| Заявлен для участия только в тренировках \| \| НС \| Участвовал в квалификации, но не стартовал в гонке \| \| Т \| Травмирован или болен \| \| ОТК \| Отказ от участия \| \| НТР \| Прибыл на соревнования, но на трассу не выезжал \| \| НПР \| Был заявлен в числе участников, но не прибыл к началу соревнований \| \| О \| Соревнования отменены \| \| \| Не участвовал \| \| Поул-позиция \| \| \| Быстрый круг \| \| |                                                                    |
| Пример | Описание                                                           |
| 1 | Победитель                                                         |
| 2 | Второе место                                                       |
| 3 | Третье место                                                       |
| 5 | Финишировал, заработав очки                                        |
| Сход | Не финишировал, но при этом заработал очки                         |
| 12 | Финишировал, не получив очков                                      |
| НКЛ | Финишировал, но не попал в финальную классификацию                 |
| 15 | Участвовал вне зачёта, либо по отдельной классификации             |
| 18 | Не финишировал, но попал в финальную классификацию                 |
| Сход | Не финишировал                                                     |
| НКВ | Не прошёл квалификацию                                             |
| НПКВ | Не прошёл предквалификацию                                         |
| ДСК | Дисквалифицирован                                                  |
| ИСК | Исключён из протокола соревнований                                 |
| ТТ | Заявлен для участия только в тренировках                           |
| НС | Участвовал в квалификации, но не стартовал в гонке                 |
| Т | Травмирован или болен                                              |
| ОТК | Отказ от участия                                                   |
| НТР | Прибыл на соревнования, но на трассу не выезжал                    |
| НПР | Был заявлен в числе участников, но не прибыл к началу соревнований |
| О | Соревнования отменены                                              |
| | Не участвовал                                                      |
| Поул-позиция |                                                                    |
| Быстрый круг |                                                                    |

| Сезон | Команда                           | Шасси        | Двигатель             | Ш | 1   | 2       | 3   | 4   | 5   | 6      | 7        | 8      | 9   | 10  | Место | Очки |
| ----- | --------------------------------- | ------------ | --------------------- | - | --- | ------- | --- | --- | --- | ------ | -------- | ------ | --- | --- | ----- | ---- |
| 1961  | Scuderia Serenissima              | De Tomaso F1 | Alfa Romeo Straight-4 | D | МОН | НИД     | БЕЛ | ФРА | ВЕЛ | ГЕР    | ИТА Сход | США    |     |     | -     | 0    |
| 1962  | Scuderia SSS Republica di Venezia | Lotus 18/21  | Climax Straight-4     | D | НИД | МОН НКВ | БЕЛ | ФРА | ВЕЛ |        |          |        |     |     | -     | 0    |
| 1962  | Scuderia SSS Republica di Venezia | Porsche 718  | Porsche Flat-4        | D |     |         |     |     |     | ГЕР 15 |          |        |     |     | -     | 0    |
| 1962  | Scuderia SSS Republica di Venezia | Lotus 24     | Climax V8             | D |     |         |     |     |     |        | ИТА 9    | США    | ЮАР |     | -     | 0    |
| 1965  | Scuderia Ferrari SpA SEFAC        | Ferrari 158  | Ferrari V8            | D | ЮАР | МОН     | БЕЛ | ФРА | ВЕЛ | НИД    | ГЕР      | ИТА 12 | США | МЕК | -     | 0    |